# Hans-Joachim von Reichert
Hans-Joachim Ritter von Reichert (* 1. August 1903 in Speyer; † 15. Februar 1991 in Starnberg) war ein deutscher Diplomat, zuletzt im Rang eines Botschafters.

## Leben
Hans-Joachim von Reichert war ein Sohn des Oberstleutnants Julius von Reichert. Sein Bruder war der spätere Generalleutnant der Wehrmacht Rüdiger von Reichert.
Hans-Joachim von Reichert trat 1931 in den auswärtigen Dienst des Deutschen Reichs. Er wurde 1931 bei der Gesandtschaft in Kairo akkreditiert.
Von 1934 bis 1938 war im Außenministerium des Deutschen Reichs in der Wilhelmstraße eingesetzt. 1938 wurde er nach Rom versetzt. Am 9. März 1939 beantragte er die Aufnahme in die NSDAP und wurde zum 1. Januar 1940 aufgenommen (Mitgliedsnummer 7.685.756). 1943 diente er in der Dienststelle des Plenipotenziario Rudolf Rahn nach Salò.
1960 wurde Hans-Joachim von Reichert zum Botschafter und vortragenden Legationsrat befördert. 1961 wurde er Botschafter der deutschen Bundesregierung in Tegucigalpa, Honduras.